# Samuel Oton Sidin
Samuel Oton Sidin (Pontianak, 12 dicembre 1954) è un vescovo cattolico indonesiano, dal 12 dicembre 2016 vescovo di Sintang.

## Biografia
Samuel Oton Sidin è nato il 12 dicembre 1954 a Pontianak. Dopo le scuole elementari, ha frequentato il Seminario minore di Nyarumkop. Entrato nell'Ordine dei frati minori cappuccini nel 1977, ha completato gli studi filosofici e teologici presso il Seminario maggiore interdiocesano di Pematangsiantar a Medan. Ha emesso i voti perpetui il 18 luglio 1982 ed è stato ordinato sacerdote il 1º luglio 1984.
Dopo l'ordinazione è stato vicario parrocchiale a Nyarumkop dal 1984 al 1985. Dal 1985 al 1990 ha soggiornato a Roma, per compiere gli studi per la laurea in spiritualità presso la Pontificia Università Antonianum. All'interno del suo ordine è stato vice-maestro dei novizi dal 1990 al 1993, in seguito maestro dei novizi fino al 1997, anno in cui è divenuto ministro della provincia cappuccina di Pontianak, incarico che ha mantenuto fino al 2003 e ha ricoperto nuovamente dal 2009 al 2012.
Dal 2003 al 2008 è stato direttore della Casa Rumah Pelangi e incaricato per il progetto di conservazione della foresta. Dal 2012 è stato  parroco della parrocchia di San Francesco d’Assisi a Tebet, Giacarta.

### Ministero episcopale
Il 21 dicembre 2016 papa Francesco lo ha nominato vescovo di Sintang. Il 22 marzo 2017 ha ricevuto la consacrazione episcopale a Sintang per mano di Agustinus Agus, arcivescovo di Pontianak, co-consacranti Pius Riana Prapdi, vescovo di Ketapang e Giulio Mencuccini, vescovo di Sanggau.

## Genealogia episcopale
La genealogia episcopale è:
- Cardinale Scipione Rebiba
- Cardinale Giulio Antonio Santori
- Cardinale Girolamo Bernerio, O.P.
- Arcivescovo Galeazzo Sanvitale
- Cardinale Ludovico Ludovisi
- Cardinale Luigi Caetani
- Cardinale Ulderico Carpegna
- Cardinale Paluzzo Paluzzi Altieri degli Albertoni
- Papa Benedetto XIII
- Papa Benedetto XIV
- Papa Clemente XIII
- Cardinale Bernardino Giraud
- Cardinale Alessandro Mattei
- Cardinale Pietro Francesco Galleffi
- Cardinale Giacomo Filippo Fransoni
- Cardinale Carlo Sacconi
- Cardinale Edward Henry Howard
- Cardinale Mariano Rampolla del Tindaro
- Cardinale Rafael Merry del Val
- Cardinale Raffaele Scapinelli di Leguigno
- Cardinale Friedrich Gustav Piffl
- Vescovo Michael Memelauer
- Cardinale Franz König
- Arcivescovo Ottavio De Liva
- Cardinale Justinus Darmojuwono
- Cardinale Julius Riyadi Darmaatmadja, S.I.
- Arcivescovo Agustinus Agus
- Vescovo Samuel Oton Sidin, O.F.M.Cap.